# Coma (Unternehmen)
Die Coma-Verbrauchermärkte GmbH & Co KG war eine Verbrauchermarktkette im Bereich Nordwestdeutschland. Das Privatunternehmen hatte seinen Sitz in Meppen.

## Geschichte
1977 wurde der erste Coma-Markt in Haselünne basierend auf den Fachkenntnissen der beiden Gründer, der Brüder Theodor und Johannes Cordes, gegründet. Daher leitet sich auch der Name ab, Cordes-Markt. Theodor Cordes war gelernter Kaufmann und Johannes Cordes begab sich in eine kaufmännische Ausbildung.
1980 trat der nächste Cordes-Bruder in das Unternehmen ein. Im gleichen Jahr eröffnete die zweite Filiale in Esterwegen.
Am 18. November 2014 wurde bekannt gegeben, dass die Bünting-Gruppe zum 1. Februar 2015 26 der damals 31 Coma-Märkte übernimmt, wobei die übrigen Märkte als unrentabel geschlossen wurden. Zum 1. Februar gliederte Bünting die Märkte in ihr Tochterunternehmen Combi ein.

## Kennzahlen des Unternehmens
Das Unternehmen beschäftigte etwa 1400 Mitarbeiter. Die Märkte des Unternehmens hatten von 7 bis 20 Uhr von Montag bis Samstag geöffnet. Vereinzelt bot das Privatunternehmen einen sonntäglichen Bäckereidienst an.

## Filialen
Die Standorte der Märkte waren: Alfhausen – Ankum – Bakum – Berge – Bippen – Börger – Bösel – Cappeln – Cloppenburg – Dalum – Haren-Emmeln – Emstek – Esterwegen – Fürstenau – Haren – Haselünne (2) – Herzlake – Hoogstede – Langförden – Lastrup – Lengerich – Lindern – Lutten – Meppen (2) – Merzen – Molbergen – Neuenkirchen – Nortrup – Rieste – Schapen – Twist-Bült – Twist-Wieke – Vörden – Werlte

## Marktpolitik
Die Marktphilosophie des Unternehmens war vordergründig basierend auf der Kundennähe. Im Zuge der Erscheinung von Billigdiscountern setzten die Gründer auf ein familienfreundliches Klima in den Märkten sowie auf die Qualität von Produkten auf moderatem Preisniveau. Großes Aushängeschild des Unternehmens war das Premium Fleisch, das ausschließlich von Landwirten aus der Region kam.
Auch im Bereich Obst und Gemüse arbeitete man vornehmlich mit Privatanbauern aus der Region.